# Rotheca serrata
Espèce
Rotheca serrata (synonyme : Clerodendrum serratum) est une espèce de plantes à fleurs dicotylédones de la famille des Lamiaceae, sous-famille des Ajugoideae, originaire d'Asie du Sud.

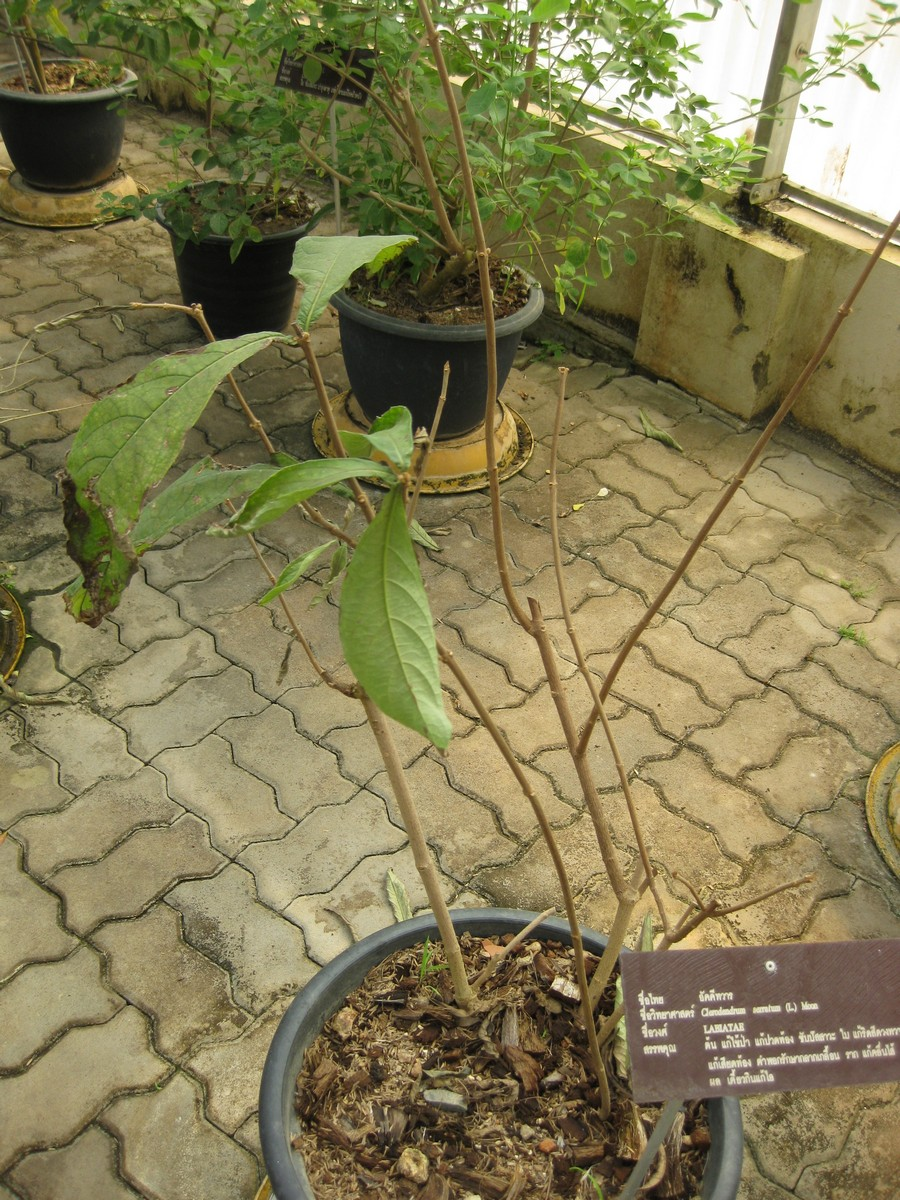
Arbuste de Rotheca serrata en pot, au Jardin botanique de la reine Sirikit, en Thaïlande.

## Taxinomie

### Synonymes
Selon Plants of the World online (POWO) (1er décembre 2021) :
- Clerodendrum bracteosum Kostel.
- Clerodendrum cuneatum Turcz.
- Clerodendrum divaricatum Jack
- Clerodendrum farinosum (Roxb.) Wall. ex Steud.
- Clerodendrum farinosum var. pubescens (H.R.Fletcher) Leerat. & Chantar.
- Clerodendrum grandifolium Salisb.
- Clerodendrum hexangulare D.Baro & Borthakur
- Clerodendrum javanicum Walp.
- Clerodendrum macrophyllum Sims
- Clerodendrum ornatum Wall.
- Clerodendrum serratum (L.) Moon
- Clerodendrum serratum var. herbaceum (Roxb. ex Schauer) C.Y.Wu
- Clerodendrum serratum f. lacteum Moldenke
- Clerodendrum serratum var. obovatum Moldenke
- Clerodendrum serratum var. pilosum Moldenke
- Clerodendrum serratum var. pubescens Moldenke
- Clerodendrum ternifolium D.Don
- Clerodendrum trifoliatum Steud.
- Clerodendrum vanprukii Craib
- Clerodendrum venosum Wall. ex C.B.Clarke
- Clerodendrum venosum var. pubescens H.R.Fletcher
- Cyclonema serratum (L.) Hochst.
- Ovieda bracteosa (Kostel.) Baill.
- Rotheca bicolor Raf.
- Rotheca farinosa (Roxb.) Govaerts
- Rotheca serrata var. pubescens (Moldenke) Pull., Moulali & Sandhyar.
- Rotheca ternifolia Raf.
- Rotheca vanprukii (Craib) Leerat. & Chantar.
- Volkameria farinosa Roxb.
- Volkameria herbacea Roxb.
- Volkameria serrata L.